# Títira emmascarada
La títira emmascarada (Tityra semifasciata) és un ocell tropical de la família Tityridae (a vegades inclosa dins de la família Tyrannidae) que habita des de Mèxic fins a Bolívia i oest del Brasil.El seu estat de conservació es considera de risc mínim.
És una au mitjana, robusta, entre 19 i 20 cm. Els mascles són de color gris clar, amb un antifaç negre al voltant d'ulls i en el front. Els ulls, al seu torn, estan delimitats per un anell vermell (sense plomes). El bec és vermell amb negre en la punta. Hi ha plomes negres en les ales i en la cua; les potes també són negres.
Les femelles conserven el patró del mascle quant a anell ocular, bec i potes; però la cara, la corona i el front són color marró, el mateix que el clatell, l'esquena i els costats.
Viu en zones tropicals i subtropicals, des del nord de Mèxic al llarg d'Amèrica Central fins al nord-oest de Sud-amèrica. També s'ha reportat a l'illa Trinitat.